# Hendrik V de IJzeren
Hendrik V van Sagan bijgenaamd de IJzeren (circa 1319 - 8 april 1369) was vanaf 1342 hertog van Sagan, vanaf 1349 hertog over de helft van Glogau en vanaf 1363 hertog over de helft van Steinau. Hij behoorde tot de Silezische tak van het huis Piasten.

## Levensloop
Hendrik V was de enige zoon van hertog Hendrik IV de Trouwe van Sagan en diens echtgenote Mathilde, dochter van markgraaf Herman van Brandenburg.
De jonge Hendrik V deed aan de zijde van zijn vader politieke ervaring op: zo nam hij in 1341 deel aan de onderhandelingen die Hendrik IV met zijn broer Jan van Steinau voerde, die de stad Fraustadt aan Hendrik IV schonk. Toen Hendrik IV in 1342 stierf, volgde Hendrik V zijn vader op als hertog van Sagan.
Tijdens zijn regering stond Hendrik V voornamelijk bekend voor zijn standvastigheid en zijn meedogenloze manier van handelen. Al vanaf het begin van zijn regering richtte Hendrik zijn politiek op het terugwinnen van de gebieden die zijn vader tijdens zijn latere regeerperiode had verloren. 
In 1343 weigerde Hendrik de eed van trouw af te leggen aan koning Jan de Blinde van Bohemen en probeerde hij het hertogdom Glogau te heroveren, dat Jan de Blinde sinds de dood van zijn oom Przemko II in 1331 bezet hield. Hetzelfde moment maakte koning Casimir III van Polen echter gebruik van de verwarring die in Silezië heerste om de stad Fraustadt proberen in te nemen. Met de steun van zijn ooms, hertog Koenraad I van Oels en hertog Jan van Steinau, kon Hendrik echter de Poolse troepen aan de stadspoorten van Steinau verdrijven. Door de verliezen die Koenraads leger had geleden, slaagden Hendrik V en zijn ooms er echter niet in om hun laatste gebieden in Groot-Polen te behouden.
Hoewel de nederlaag van Hendrik V zo erg niet was, stuurde hij een boodschap naar koning Casimir III van Polen waarin hij om vrede vroeg. Bij een ontmoeting tussen beide heersers werd beslist dat de Poolse troepen zich terugtrokken uit Sagan en dat Hendrik V al zijn veroverde gebieden tijdens het conflict met de Poolse koning kon behouden, op de stad Fraustadt na.
Het conflict met de Poolse koning had er bovendien voor gezorgd dat hij geen sterker verzet tegenover koning Jan van Bohemen kon ontwikkelen. Uiteindelijk werd er op 9 juni 1344 een akkoord gesloten tussen Hendrik V en Jan de Blinde, waarbij Hendrik de helft van het hertogdom Glogau kreeg toegewezen op voorwaarde dat hij zich vazal van Bohemen liet verklaren en een eed van trouw aan Jan de Blinde aflegde. Deze ceremonie vond op 23 november 1344 plaats in Praag. 
Door de gebeurtenissen van 1344 raakte hij meer betrokken in de Boheemse politiek en toen er in 1345 een oorlog uitbrak tussen Silezië en Bohemen, steunde Hendrik Jan de Blinde met troepen. Als vazal van de Boheemse koning nam hij bovendien deel aan verschillende ceremonies en diplomatieke activiteiten van koning Jan de Blinde en diens zoon en opvolger Karel IV. Zo was hij in 1347 aanwezig bij de kroning van Karel IV in Praag, nam hij in 1349 deel aan de reis van Karel IV naar Avignon en Aken en was hij in 1355 aanwezig bij de kroning van Karel IV tot keizer van het Heilige Roomse Rijk in Rome.
De trouwe dienst van Hendrik V aan de koning van Bohemen had in 1351 echter zijn gevolgen. Dat jaar overleed zijn schoonbroer, hertog Bolesław III van Płock, zonder nakomelingen. Hierdoor keerden diens bezittingen terug naar de Boheemse koning en werden ze toegewezen van Hendrik V, maar door de snelle acties van koning Casimir III van Polen, die de bezittingen van Bolesław III veroverde, kon hij geen bezit nemen over de gebieden van zijn schoonbroer. In 1356 reisde hij dan weer samen met hertog Nicolaas van Münsterberg voor een diplomatieke missie naar Constantinopel, waarna beiden een bedevaart naar het Heilige Land ondernamen.
Na zijn terugkeer uit het Heilige Land breidde Hendrik V zijn bezittingen uit. Zo kocht hij van zijn oom Jan van Steinau verschillende bezittingen: de steden Naumburg am Bober en Ryczén, de helft van het hertogdom Steinau en het gebied tussen de Oderrivier en Bartschrivier. Nadat de kinderloze Jan van Steinau in 1365 stierf, kocht hij ook de helft van de stad Góra door een som van 600 zilvermunten aan zijn nog enige levende oom, hertog Koenraad I van Oels, te betalen. 
In 1360 kwam er een einde aan de goede relaties tussen Hendrik V en koning Karel IV van Bohemen. Dit kwam omdat Karel IV besliste om de andere helft van het hertogdom Glogau aan de weduwe van zijn oom Przemko te geven en hertog Bolko II van Schweidnitz tot erfgenaam te benoemen. Hierdoor verloor Hendrik V de hoop om het hertogdom Glogau ooit te herenigen. Vervolgens bezocht hij Krakau en sloot Hendrik een alliantie met koning Casimir III van Polen, die hiermee zijn invloed in Silezië kon vergroten.
Hendrik V werd beschouwd als een goede gastheer, hoewel hij vooral bekend was voor zijn extreme hardheid tegenover zijn onderdanen. Zo had hij vaak conflicten met de kerk en de adel in zijn gebieden en had hij een constante vete met het Augustijnenklooster van Sagan. Zijn regering kon soms zo hard zijn, dat hij zich de woede van zijn vazallen op de hals haalde. Hij werd zelfs korte tijd ontvoerd door zijn vazallen en opgesloten in de kelder van de Sint-Jacobskerk van Glogau.
In 1367 raakte hij door een oogontsteking blind. Twee jaar later, in 1369, stierf hij aan de gevolgen van pneumonie en werd hij bijzet in het Augustijnenklooster van Sagan.

## Huwelijk en nakomelingen
Op 6 september 1337 huwde Hendrik V met Anna (1324-1363), dochter van hertog Wenceslaus van Płock. Ze kregen volgende kinderen:
- Hendrik VI (circa 1345 - 1393), hertog van Sagan
- Anna (circa 1350 - na 1405), huwde in 1361 met hertog Jan I van Ratibor
- Hedwig (circa 1350 - 1390), huwde in 1363 met koning Casimir III van Polen en daarna in 1372 met hertog Ruprecht I van Liegnitz
- Hendrik VII (circa 1350 - 1395), hertog van Sagan en Glogau
- Hendrik VIII (circa 1357 - 1397), hertog van Sagan en Glogau